# 山口県立こころの医療センター
山口県立こころの医療センター（やまぐちけんりつこころのいりょうセンター）は、地方独立行政法人山口県立病院機構が山口県宇部市に設置する精神科病院である。

## 沿革
（この節の出典）
- 1953年（昭和28年）9月 - 宇部市京納に県立病院静和荘開院（病床数80床）。
- 1968年（昭和43年）11月 - 現在地に新築移転。
- 1988年（昭和63年）10月 - 応急入院指定病院指定。
- 2003年（平成15年）10月 - 臨床研修病院指定。
- 2004年（平成16年）10月 - 精神科救急医療施設指定。
- 2005年（平成17年）7月 - 医療観察法指定通院医療機関指定。
- 2006年（平成18年）4月 - 現在の名称となる。
- 2011年（平成23年）2月 - 医療観察法指定入院医療機関指定。
- 2011年（平成23年）4月 - 地方独立行政法人山口県立病院機構設立。

## 診療科目

### 診療科
- 精神科

### センター
- 認知症疾患医療センター[2]
- 高次脳機能障害支援センター[2]
- 臨床心理センター（児童・思春期臨床）[2]

## 指定・認定
（下表の出典）
| 保険医療機関                           | 臨床研修病院                                                                 |
| 指定自立支援医療機関（精神通院医療）   | 精神保健及び精神障害者福祉法に関する法律に基づく指定病院又は応急入院指定病院 |
| 精神保健指定医の配置されている医療機関 | 生活保護法指定医療機関                                                       |
| 特定疾患治療研究事業委託医療機関       | 難病の患者に対する医療等に関する法律に基づく指定医療機関                     |

- 精神科救急医療施設
- 公益財団法人日本医療機能評価機構認定病院[4]

## 交通アクセス
- JR宇部線「丸尾駅」より徒歩約15分[5]。
- 宇部市営バス「東岐波中学校前」停留所より徒歩10分[5]